# 埼玉県立深谷商業高等学校記念館

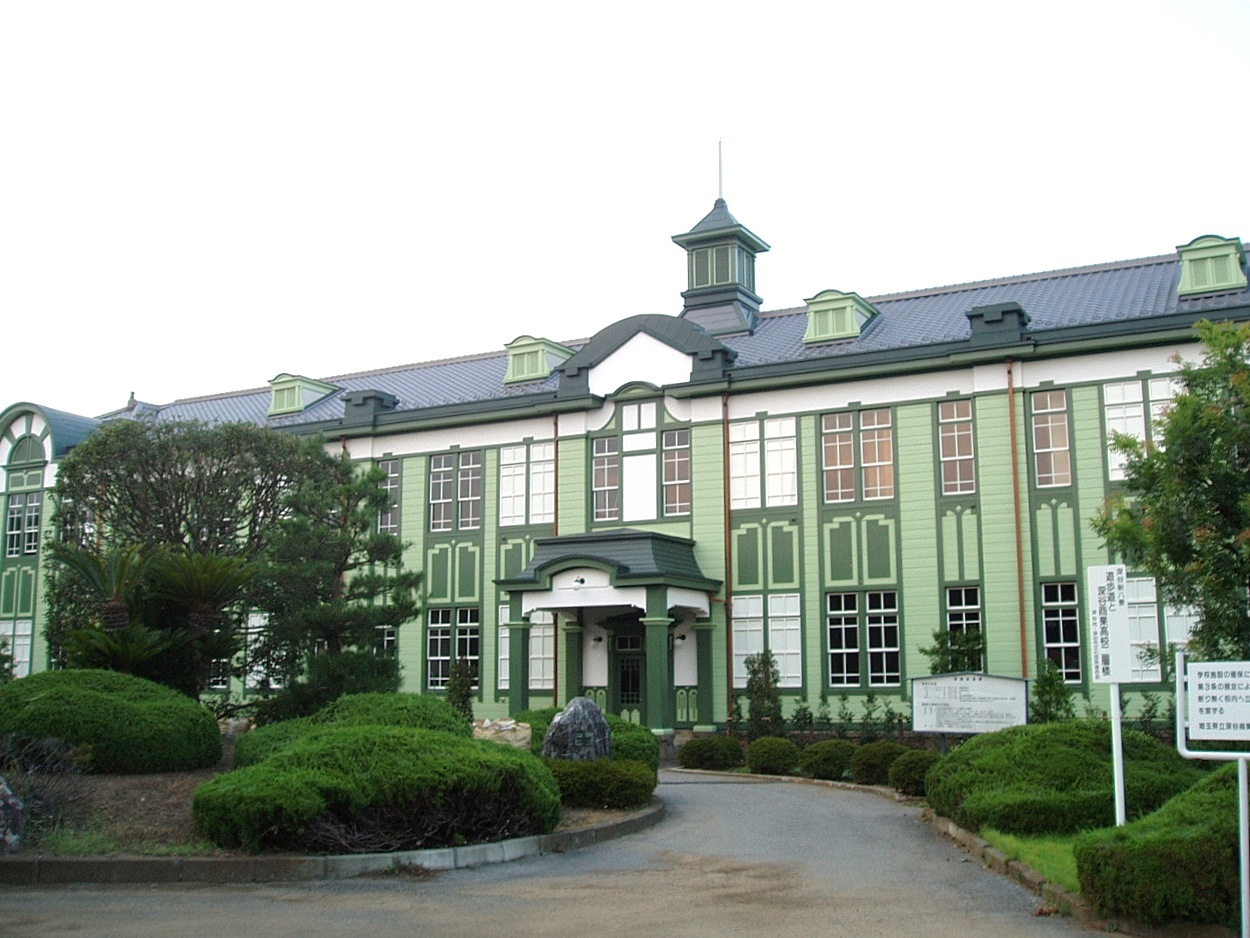
深谷商業高校記念館

埼玉県立深谷商業高等学校記念館（さいたまけんりつふかやしょうぎょうこうとうがっこう きねんかん）は、埼玉県深谷市にある建築物。国の登録有形文化財。略称は深商記念館。

## 概要
深谷商業高校は地元の有力者である渋沢栄一や大谷藤豊などの努力により、1921年（大正10年）4月に開校した。校舎はフレンチ・ルネサンス様式を基調とした和洋折衷の木造2階建校舎で、1922年（大正11年）4月に完成、県内で唯一、完全な大正期の木造校舎となっている。建物の老朽化が深刻な状況であったため、2011年（平成23年）から保存修理工事が実施されることとなった。復原調査で創建当時の外観は修復前の白色系ではなく三緑色であったことが判明し、当時の色彩である三緑色で復元した。2000年（平成12年）10月18日に国の登録有形文化財に登録された。

## 所在地
- 埼玉県深谷市原郷80